# Komedija peta (Nikola Nalješković)
Komedija peta, dramsko scensko djelo Nikole Nalješkovića. Čini cjelinu s Komedijom šestom. Žanrovski su obje prva farsa u hrvatskoj književnosti; obje realistički prikazuju život u dubrovačkoj kući i obrađuju temu nevjerna muža gospodara. Naslanjaju se na tradiciju srednjovjekovnih farsa i antičkih mima.